# مهرجان موناكو السينمائي الدولي
مهرجان موناكو السينمائي الدولي، أحد المهرجانات السينمائية الأوروبية التي تعرض فيها الأفلام عرضا أول ويلقى هذا المهرجان السنوي اهتماما خاصا ويعقد في مدينة موناكو. وهي منظمة غير هادفة للربح، شُكلت في ديسمبر 2003. ويركز المهرجان على الأفلام غير العنيفة، تفحص الانتاجات من جميع أنحاء العالم، وتقدم الجوائز في عدد من الفئات. وقد شملت كبار الضيوف و الدالاي لاما ويطلق على جوائز المهرجان جوائز فيلم الملاك. جوائز مهرجان انجل السينمائي أصبحت تبث مؤخرا على قناة BBC World ، وعناوين الاخبار ابتداء من 14 ديسمبر 2007.